# Melotte 15
Melotte 15 es un cúmulo abierto esta en el centro de la Nebulosa del Corazón. Contiene varias estrellas de tipo espectral O que son las responsables de ionizar el hidrógeno de la nebulosa y hacer que brille con luz rojiza, entre las que cabe destacar HD 15629, y sobre todo HD 15570 -considerada una de las estrellas más masivas y luminosas de la galaxia, con una luminosidad de casi 3 millones de veces la del Sol y posiblemente más de 100 veces más masiva que éste-5 y HD 15558 -un sistema binario masivo formado por dos estrellas de 150 y 50 masas solares, que incluso podría ser triple. La nebulosa está formada por plasma ionizado de hidrógeno y electrones.